# Francisca de Cárdenas y Avellaneda
Francisca de Cárdenas y Avellaneda (Madrid, ca. 1576-Loeches, 15 de juliol de 1606), de nom religiós Francisca de Cristo, va ser una noble i religiosa carmelita descalça espanyola, fundadora del convent de carmelites de Loeches.
Natural de Madrid, era filla d'Íñigo de Cárdenas y Zapata, president del Consell dels Ordes, entre d'altres càrrecs, i d'Isabel de Avellaneda. A la mort del seu pare el 1588, va mostrar vocació religiosa i volgué entrar en un convent, però la seva mare va intentar evitar-ho, però finalment Cárdenas va aconseguir el consentiment i, de fet, també Avellaneda acabà fent-se monja. Professà al convent de carmelites descalces de Madrid, el 23 de maig de 1592. Al convent va ser un model de religiositat i virtuts, a més va convèncer la seva de sufragar la fundació d'un nou convent de carmelites a la vila de Loeches, on després van retirar-se. Cárdenas va arribar al nou cenobi el 10 d'agost de 1596. Amb només 23 anys va ser nomenada priora, en contra de la seva voluntat, i ho va ser fins a la seva mort als 30 anys, després d'una greu malaltia, el 15 de juliol de 1606. Els funerals van ser ostentosos i va pronunciar una oració fúnebre el predicador del rei, Jerónimo de Florencia.